# Астров-Шумилов, Геннадий Константинович
Геннадий Константинович Астров-Шумилов (13 сентября 1937 — 24 июля 2011) — генеральный директор − председатель правления государственной холдинговой компании «Ровенькиантрацит», Луганская область, Герой Украины (2001).

## Биография
Родился 13 сентября 1937 года в городе Красный Луч Донецкой (ныне в Луганской) области.
За несколько месяцев до появления на свет, отец его был репрессирован (погиб в лагерях, был оправдан посмертно). Геннадий рос в бедной семье, матери приходилось кормить не только новорожденного сына, но и четырёхлетнею дочь Нелли. Когда ему исполнилось 14 лет, его мать умерла из-за болезни. Воспитанием детей занялась бабушка. Так как в семье не хватало денег, то 14-летнему парню пришлось идти на работу на шахту.
В 16 лет Геннадий поступил в краснолучский горный техникум. С тех пор он уже не разлучался с горной промышленностью, с которой связал всю свою жизнь.
Умер Астров-Шумилов Геннадий Константинович 24 июля 2011 года.

### Образование
- Краснолучский горный техникум (1953—1957);
- Коммунарский горно-металлургический институт, «Разработка месторождений полезных ископаемых» (1960—1965);
- Аспирантура Московского горного института (сейчас – Горный институт НИТУ «МИСиС») (1991).

Кандидат технических наук (1991), академик АИНУ, член-корреспондент АГНУ. Профессор Донбасского горно-металлургического института.
Автор и соавтор более 15 научных работ, в том числе книг:
- «Толковый словарь-справочник. Основные понятия АСУ» (1993),
- «Начала компьютерной грамотности» (1993),
- «Толковый словарь-справочник по рыночной экономике и менеджменту» (1993).

### Деятельность
- 07.1957−06.1960 — горный мастер; 06.1960−08.1960 — помощник начальника участка; 06.1965−09.1965 — помощник главного инженера, шахта № 16 треста «Краснолучуголь».
- 09.1965−09.1970 — начальник участка; 09.1970−04.1971 — заместитель директора по производству; 04.1971−08.1972 — заместитель начальника шахтоуправления; 08.1972−11.1973 — начальник шахтоучастка шахтоуправления им. газеты «Известия».
- 11.1973−06.1974 — главный инженер шахтоуправления «Знамя коммунизма».
- 06.1974−05.1975 — директор шахтоуправления «Запорожское».
- 05.1975−10.1978 — директор шахтоуправления «Хрустальское».
- 10.1978−06.1979 — директор шахты «Хрустальская» комбината «Донбассантрацит».
- 06.1979−09.1980 — технический директор − главный инженер ПО «Донбассантрацит».
- 09.1980−06.1996 — генеральный директор ПО «Ровенькиантрацит», г. Ровеньки Луганской области.
- 06.1996−12.1996 — председатель правления ОАО «Ровенькиантрацит».
- 12.1996−01.1998 — председатель правления − генеральный директор; 01.1998−04.2002 — генеральный директор − председатель правления ГХК «Ровенькиантрацит».
- 04.2002−05.2006 — народный депутат Верховной Рады Украины 4-го созыва.
- В 2006 году баллотировался в Верховную Раду Украины от Партии «Відродження» (№ 4 в избирательном списке), но в парламент не прошел.

### Семья
- Отец — Константин Петрович (1900—1942).
- Мать — Евдокия Васильевна (1914—1953).
- Сестра — Нелли Константиновна (1933).
- Жена — Елена Семёновна (род. 1940).
- Дети — дочери Элла (род. 1960) и Виктория (род. 1968).
- Внуки — Елена (1983), Екатерина (1991), Генрих (1992), Глеб (1997), Ксения (2010).

## Награды и премии
- Герой Украины (23.08.2001, за выдающиеся личные заслуги перед Украинским государством в развитии угольной промышленности).
- Полный кавалер знака «Шахтерская слава»; орден «За заслуги» III степени (1996); орден князя Ярослава Мудрого V степени (08.1998);
- Награждён медалью «За доблестный труд. В ознаменование 100-летия со дня рождения В. И. Ленина» (1970).
- Заслуженный шахтёр УССР (1987).
- Почётная грамота Кабинета Министров Украины (1999).
- «Почётный гражданин города Ровеньки» (1997).[1]